# ル・グラの窓からの眺め

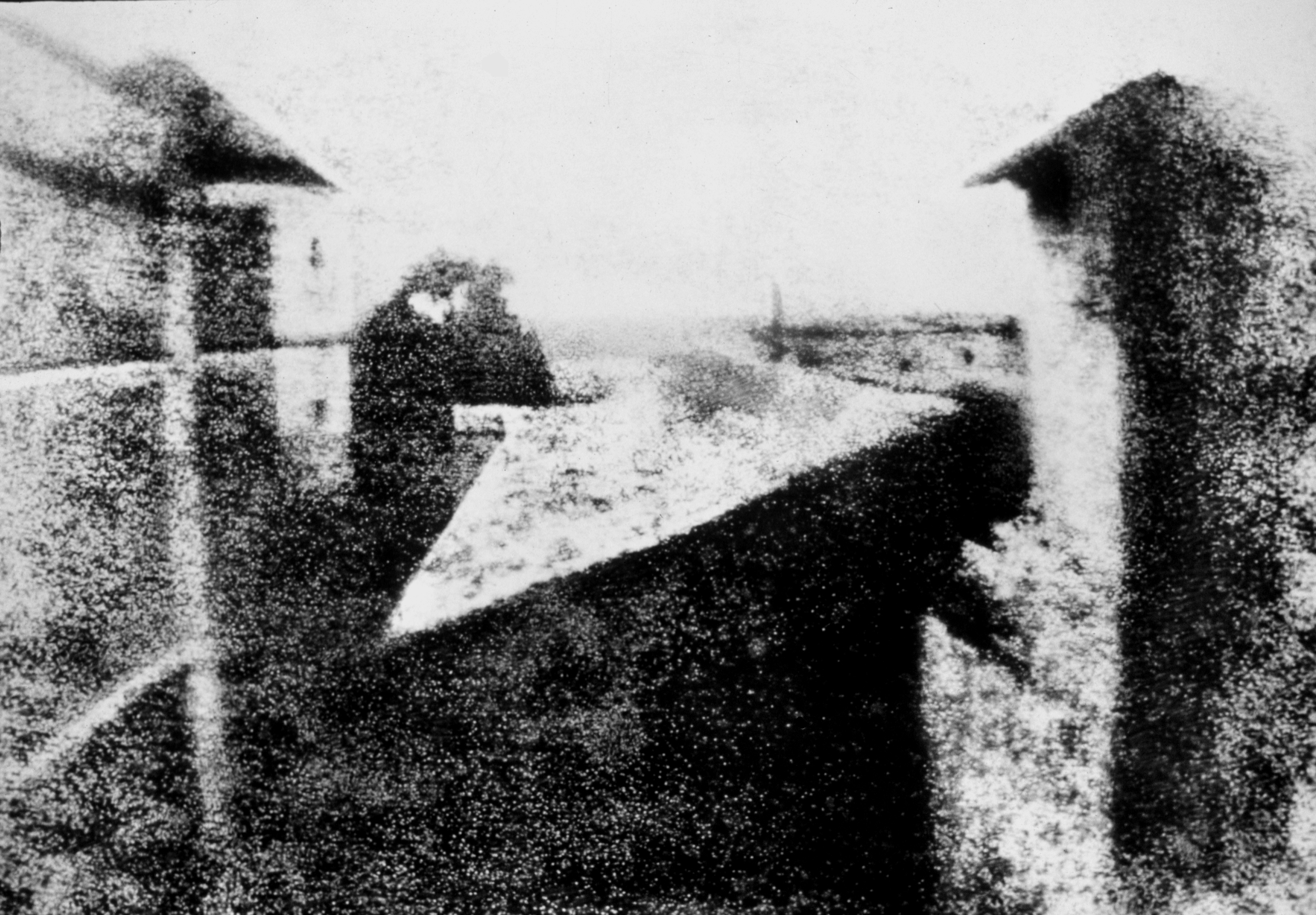
ル・グラの窓からの眺め（1826-27年）（手動で向上させたバージョン）

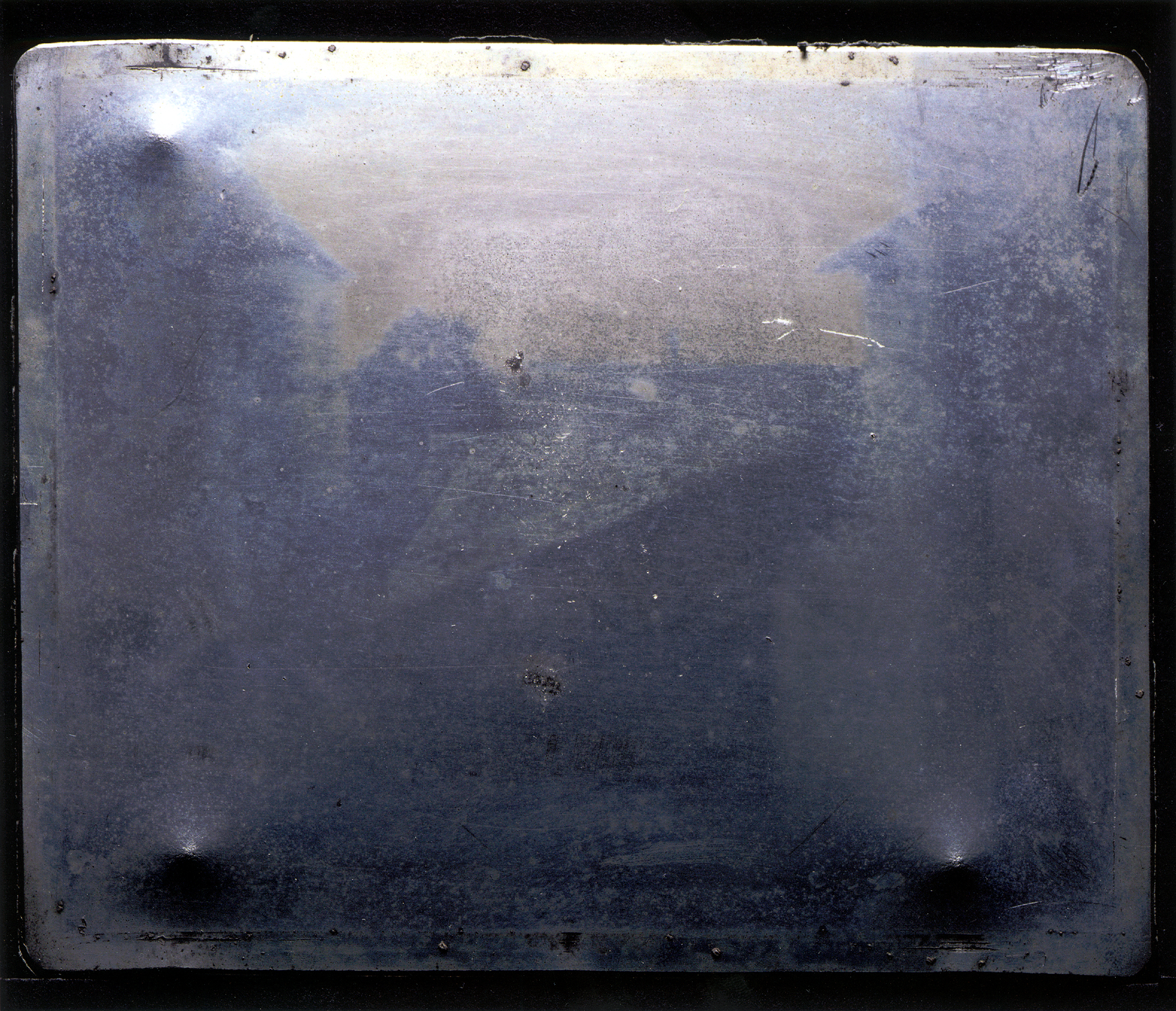
原版を拡大したもの。向上させたバージョンをガイドとして使うことで、風景の主要な要素を識別することができる。

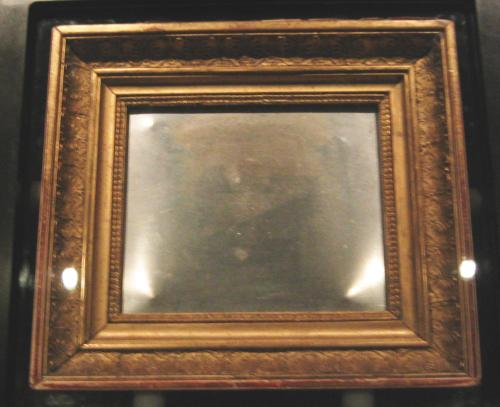
テキサス州オースティンにあるHarry Ransom Centerに展示されている原版（2004年）

「ル・グラの窓からの眺め」（ル・グラのまどからのながめ、フランス語：Point de vue du Gras、英語：View from the Window at Le Gras）は、ヘリオグラフィーの画像であり現存する最古のカメラ写真である。おそらく1827年の夏に、ブルゴーニュ・ソーヌ＝エ＝ロワール県のサン＝ルー＝ド＝ヴァレンヌでフランスの発明家ニセフォール・ニエプスによって作成された。自身の地所ル・グラの自宅の二階の高窓から見える建物の一部と周辺を写している。この自宅は、現在ではMaison de Nicéphore Niépceとして保存されている。

## 作成
ニエプスはカメラ・オブスクラを用い、自然に発生するアスファルトである「ユダヤのビチューメン」（Bitumen of Judea）で薄くコーティングした16.2 by 20.2センチメートル (6.4 in × 8.0 in) のピュータープレートに焦点を合わせ、風景を捉えた。ビチューメンは非常に明るい場所では硬化するが、ほのかに明るい場所では可溶性のままであり（フォトレジスト）、ラベンダー油とwhite petroleum（石油由来の揮発油の一種）の混合物で洗い流すことができた。撮影には、カメラに非常に長く露光する必要があった。画像では、日光が建物の反対側に当たり、約8時間露光されたことを示唆している。これは従来の推定値になっていた。しかし、ニエプスの記録を研究し、その過程を再現した研究者はこの露光が数日続いたに違いないことを発見した。

## 前史
1827年末、ニエプスはイングランドを訪ね、これと他のいくつかの作品を植物画家のフランツ・バウアーに見せた。「ル・グラの窓からの眺め」が唯一カメラ写真であり、残りはアートワークを接触露光したコピーであった。バウアーはニエプスに「ヘリオグラフィー」の過程を王立協会に提出するようすすめた。ニエプスは論文を書いて提出したが具体的な詳細を明らかにはしなかったので、王立協会は非公開の秘密となっている方法を提出するのを禁止する規則に基づき、拒否した。フランスへ戻る前にニエプスは論文と見本をバウアーに渡したが、1833年に脳卒中によって急死した。
ルイ・ダゲールとヘンリー・フォックス・タルボットによる先駆的な写真工程が1839年1月に公に発表された後、バウアーはニエプスの永久写真を作成する工程の最初の発明者として認められる権利を擁護した。1839年3月9日、最終的に見本が王立協会に展示された。1840年にバウアーが死んだ後、何人かの手に渡り、時に歴史的好奇心として展示された。1905年に最後に公開された後、およそ50年近く忘れ去られていた。

## 再登場
ドイツ出身の歴史家ヘルムート・ゲルンスハイムと妻のアリソン・ゲルンスハイムは1952年にこの写真を追跡し、引き立ててニエプスが写真の発明者であるという主張を補強した。ヘルムートとアリソンはコダック研究所の専門家に現代的な写真コピーを作成してもらったが、実際の板を検査するときに見られるすべてを十分に描写したものを作成するのは非常に難しいことが分かった。ヘルムートはコピープリントの1つを大幅に修正して風景を分かりやすくし、1970年後半までに向上させたバージョンのみ公開を許可した。1952年にコピーした後のある時点でプレートが損傷し、3つの隅近くにコブができ、これによってその領域と画像全体の可視性を妨げるように光が反射していたことが明らかになった。
1950年代と1960年代初頭に、ヘルムートとアリソンはヨーロッパ大陸のいくつかの展示会に写真を紹介した。1963年、Harry Ransomはゲルンスハイムのテキサス大学オースティン校の写真コレクションのほとんどを購入した。それ以来、他へ行ったことはなかったが、2012年から2013年にかけてThe Birth of Photography—Highlights of the Helmut Gernsheim Collectionと題した展覧会の一部として、ドイツのマンハイムへ渡った。通常は、テキサス州オースティンにあるHarry Ransom Centerのメインロビーに展示されている。

## 科学的な分析と保存
2002年から2003年にかけて行われた研究・保存プロジェクトで、ゲッティ保存研究所の科学者が蛍光X線分光法、反射フーリエ変換赤外分光法などの技術を用いて写真を検査した結果、ビチューメンを塗られた金属板がピューター（鉛および微量の鉄、銅、ニッケルと合金にしたスズ）であることが確認された。また、研究所は精巧なディスプレイケースシステムを設計および構築した。これは現在も継続的に監視され、安定化された無酸素環境において本作をアーチファクトとして保存している。
2007年、ルーヴル美術館の科学者がイオンビーム分析を用いて写真を分析し、2MV静電加速器で取得したデータを発表した。これは写真を腐食させてきた工程の詳細を示している。

## 重要性
2003年、『ライフ』誌の「世界を変えた100枚の写真」にこの写真が入った。